# Айрис Йохансен
Айрис Йохансен (на английски: Iris Ann Johansen) е американска писателка на бестселъри в жанра трилър, романтичен трилър и исторически романс.

## Биография и творчество
Айрис Йохансен е родена на 7 април 1938 г. в Сейнт Луис, Мисури, САЩ. Израснала е с любовта си към книгите.
Отглежда децата си като самотна майка и работи като служител по резервациите към голяма авиационна компания. Още тогава се опитва да пише, като любимо хоби, и използва минималното свободно време, което и остава в натоварения дневен график между децата и работата. „Аз нямах амбицията да правя кариера. Това беше просто вълнуващо и прекрасно хоби.“ – казва тя.
След като децата и постъпват в колеж, Йохансен напуска работата си и започва да пише. Започва кариерата си на писател със съчиняване на романси, много от тях за поредицата „Loveswept“ на издателство „Bantam“. Съвсем скоро се превръща в познато име на феновете на жанра, особено със серията исторически романси „Седикхан“. Тя е изключително плодовита като писател и сама казва за себе си: „За мое учудване открих, че чудесното ми хоби скоро се превръща в страст. Аз бях също толкова ненаситен писател както бях като читател.“. В романсите и обикновено има ясно разграничение между лошите и добрите герои, много приключения и мистерии, и тлеещи любовни сцени.
През 1996 г. тя опитва да пише в криминалния жанр с романа „Живея, за да отмъщавам“. Романът има голям успех и тя изцяло преминава към трилъра и романтичния трилър.
Пише много на брой серии от трилъри и самостоятелни романи. Една от най-популярните и серии е за съдебния скулптор Ева Дънкан, която с помощта на модерен метод от криминалистиката, допринася за разкриването на ужасяващи убийства. Идеята за героинята и идва от документален филми на „Дискавъри Чанъл“. По една от книгите от тази серия е направен телевизионния филм „The Killing Game“ от 2011 г.
Айрис Йохансен е майсторка на разказа, чиито сензационни романи държат читателя в напрежение до самия край. Има седемнадесет последователни бестселъра в списъците на „Ню Йорк Таймс“ от ноември 2006 г. Нейните произведения са разпространени в света в над 25 милиона екземпляра.
Айрис Йохансен живее в Картърсвил, близо до Атланта, Джорджия, с цяла „зоологическа градина“ от кучета, котки и други домашни животни, както и голяма конюшна. Нейната дъщеря Тамара Брукинг, работи като неин „безценен“ научен сътрудник по сюжета и картината на романите. Синът и, Рой Йохансен, живее в Лос Анжелис със съпругата си Лиза. Той е сценарист и романист, носител е на награди „Едгар“, и в последните години пише в съавторство с майка си.

## Произведения

### Самостоятелни романи
- The Forever Dream (1985)
- The Spellbinder (1987)
- Strong, Hot Winds (1988)
- One Touch of Topaz (1988)
- Wicked Jake Darcy (1989)
- Tender Savage (1990)
- Моя прекрасна лейди, An Unexpected Song (1990)
- Зимна невеста, Winter Bride (1992)
- Целувката на тигъра, The Tiger Prince (1992)
- Великолепният негодник, The Magnificent Rogue (1993)
- Star-Spangled Bride (1993)
- Приключението, The Beloved Scoundrel (1994)
- Среднощен бродник, Midnight Warrior (1994)
- Мургавият ездач, Dark Rider (1995)
- Живея, за да отмъщавам, The Ugly Duckling (1996)
- И тогава умираш..., And Then You Die (1997)
- След полунощ, Long After Midnight (1998)
- Не вярвай на никого, No One to Trust (2002)
- Dead Aim (2003)
- Fatal Tide (2003)
- Firestorm (2004)
- В неизвестност, On The Run (2005)
- Убийствени сънища, Killer Dreams (2006)
- Дъщерите на Пандора, Pandora's Daughter (2007)
- Silent Thunder (2008) – в съавторство с Рой Йохансен
- Dark Summer (2008)
- Четвъртият амулет, Deadlock (2009)
- Буреносен цикъл, Storm Cycle (2009) – в съавторство с Рой Йохансен
- Shadow Zone (2010) – в съавторство с Рой Йохансен
- Close Your Eyes (2012) – в съавторство с Рой Йохансен

### Серии романи

#### Серия „Седикхан“ (Sedikhan)
1. The Golden Valkyrie (1984)
2. The Trustworthy Redhead (1984)
3. Capture the Rainbow (1984)
4. Touch the Horizon (1984)
5. A Summer Smile (1985)
6. And the Desert Blooms (1986)
7. Always (1986)
8. Everlasting (1986)
9. Til the End of Time (1986)
10. The Last Bridge Home (1987)
11. Across the River of Yesterday (1987)
12. Star Light, Star Bright (1987)
13. The Man from Half Moon Bay (1988)
14. Blue Skies and Shining Promises (1988)
15. Magnificent Folly (1989)
16. Notorious (1990)
17. Златният варварин, The Golden Barbarian (1991) – първа по хронология в серията
18. A Tough Man to Tame (1991)

#### Серия „Релукант Ларк“ (Reluctant Lark)
1. The Reluctant Lark (1983)
2. The Bronzed Hawk (1983)

#### Серия „Кланад“ (Clanad)
1. The Lady and the Unicorn (1983)
2. Across the River of Yesterday (1987)
3. The Last Bridge Home (1987)
4. Magnificent Folly (1989)
5. A Tough Man to Tame (1991)

#### Серия „Донован“ (Donovan Enterprises)
1. Stormy Vows (1983)
2. Tempest at Sea (1983)

#### Серия „Санта Флорес“ (Santa Flores)
1. No Red Roses (1984)
2. Return to Santa Flores (1984)

#### Серия „Бял сатен“ (White Satin)
1. White Satin (1985)
2. Blue Velvet (1985)
3. And the Desert Blooms (1986)

#### Серия „Вихреният танцьор“ (Wind Dancer)
1. Вихреният танцьор, The Wind Dancer (1991)
2. Вихрената годеница, Storm Winds (1991)
3. Вихрена страст, Reap the Wind (1991)
4. Final Target (2001)

#### Серия „Годеницата на лъва“ (Lion's Bride)
1. Годеницата на Лъва, Lion's Bride (1996)
2. The Treasure (2008)

#### Серия „Ева Дънкан и приятели“ (Eve Duncan)
1. Лицето на измамата, The Face of Deception (1998)
2. Игра със смъртта, The Killing Game (1999)
3. Издирването, The Search (2000)
4. Body of Lies (2002)
5. Blind Alley (2004)
6. Countdown (2005)
7. Stalemate (2006)
8. Quicksand (2008)
9. Blood Game (2009)
10. Eight Days to Live (2010)
11. Chasing the Night (2010)
12. Chasing the Night (2012)
13. Sleep No More (2013)
14. Hunting Eve (2013)
15. Silencing Eve (2013)

#### Серия „Катринг Линг“ (Catherine Ling)
1. Chasing the Night (2010)
2. What Doesn't Kill You (2012)

#### Серия „Ева, Куин и Бони“ (Eve, Quinn and Bonnie)
1. Eve (2011)
2. Quinn (2011)
3. Bonnie (2011)

#### Серия „Кендра Майкълс“ (Kendra Michaels) – сРой Йохансен
1. With Open Eyes (2012)
2. Close Your Eyes (2012)

### Участие в съвместни серии романи сКей ХупъриФайрън Престън

#### Серия „Шамрок Тринити“ (Shamrock Trinity)
- York, The Renegade (1986)

#### Серия „Дилейни от Килару“ (Delaneys of Killaroo)
- Matilda, the Adventuress (1987)

#### Серия „Фамилия Дилейни“ (Delaney Dynasty)
- This Fierce Splendor (1988)

#### Серия „Дилейни, Дивите години“ (Delaneys the Untamed Years)
- Wild Silver (1988)
- Golden Flames (1988) – в съавторство с Кей Хупър

#### Серия „Дилейни, Дивите години 2“ (Delaneys the Untamed Years II)
- Satin Ice (1988)